# 小行星90138
小行星90138（90138 Diehl）是一颗绕太阳运转的小行星，为主小行星带小行星。该小行星于2002年12月25日发现。
該小行星以傑奎琳·迪爾（Jacqueline Diehl）命名。

## 轨道参数
小行星90138的轨道半长轴为2.2915147 UA，离心率为0.064。